# Света Параскева (Ксирокрини)
Вижте пояснителната страница за други значения на Света Параскева.
„Света Параскева“ (на гръцки: Αγίας Παρασκευής Ξηροκρήνης) е късновъзрожденска църква в квартала на Солун Ксирокрини, Гърция, част от Неаполската и Ставруполска епархия.
Разположена е на улица „Лангадас“ № 99. Храмът е изграден на западното православно гробище. През 1875 г. православната община в Солун получава правото да направи ново гробище. В 1886 година започва работата по новото гробище, което въпреки българските реакции, през 1892 г. е дадено на православните гърци. През 1893 г. е изграздена стената.
Основният камък на църквата, която е на западното православно гробище, е положен през 1897 година. Църквата е осветена на 16 април 1900 година от митрополит Атанасий II Солунски. Започва да работи в 1914 година. Храмът има интересна архитектура, тъй като е кръстокуполен с две камбанарии на западната фасада и е определян като първия „неовизантийски и неокласически“ храм в Солун. Неокласическите елементи изобилстват в храма, както в екстериора, така и в интериора. Иконостасните както и преносимите икони са от 1901 година, дело на Атонската художествена школа.
В 2004 година екстериорът на храма е обновен.
Според традицията на мястото на аязмото е погребан новомъченикът Атанасий Кулакийски.